# Friedrich Schaub
Friedrich Schaub (* 31. Dezember 1910 in Kanitz in Mähren; † 30. Januar 2002 in Köln-Rodenkirchen) war ein deutscher Garten- und Landschaftsarchitekt und Landschaftsgestalter. Er war Pionier des Biologisch-dynamischen Landbaus und der frühen Ökologiebewegung in Europa.

## Leben und Wirken

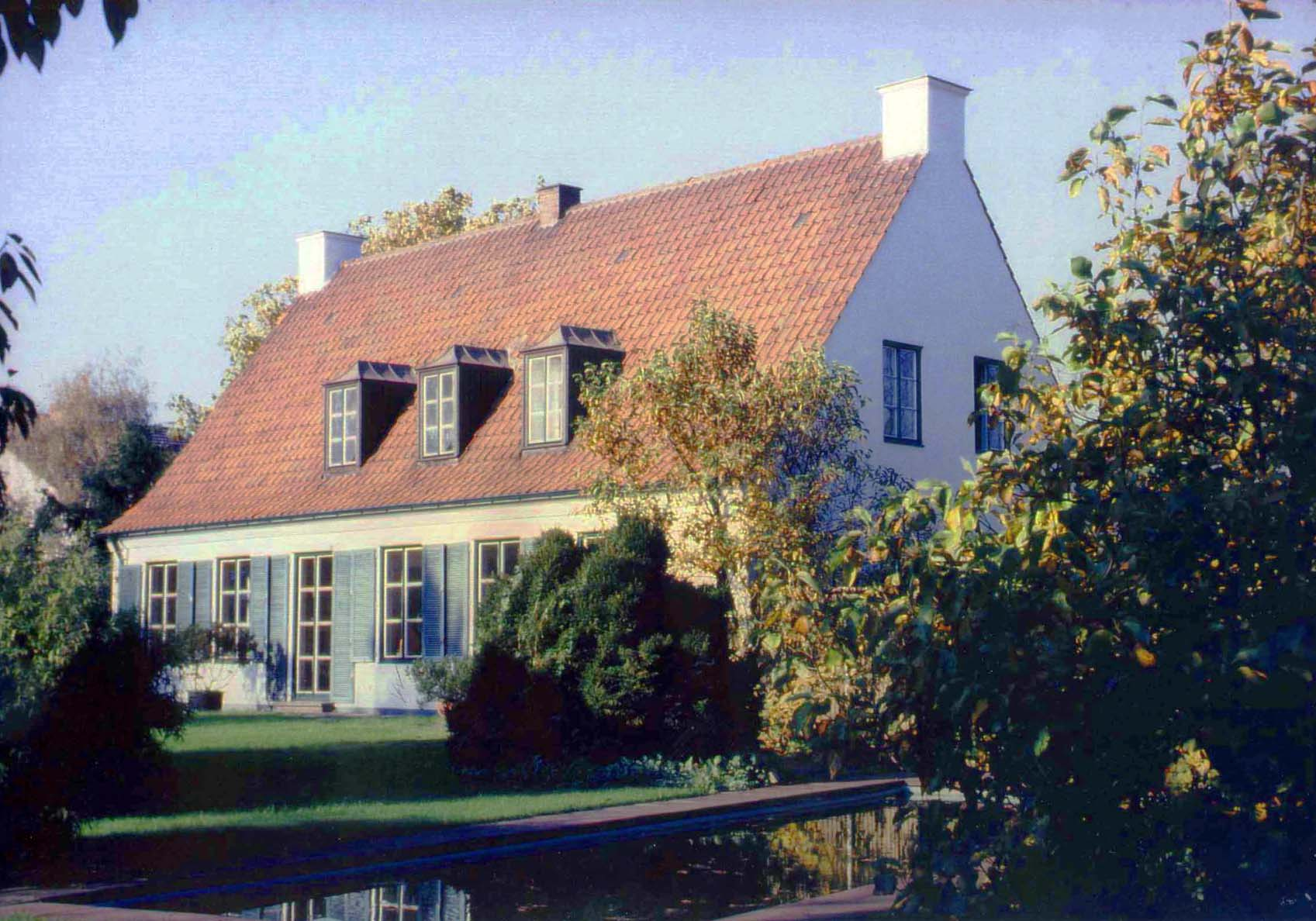
Gärtnerhof Schaub in Köln Rodenkirchen, Erstling von Architekt Heiko Folkerts 1953

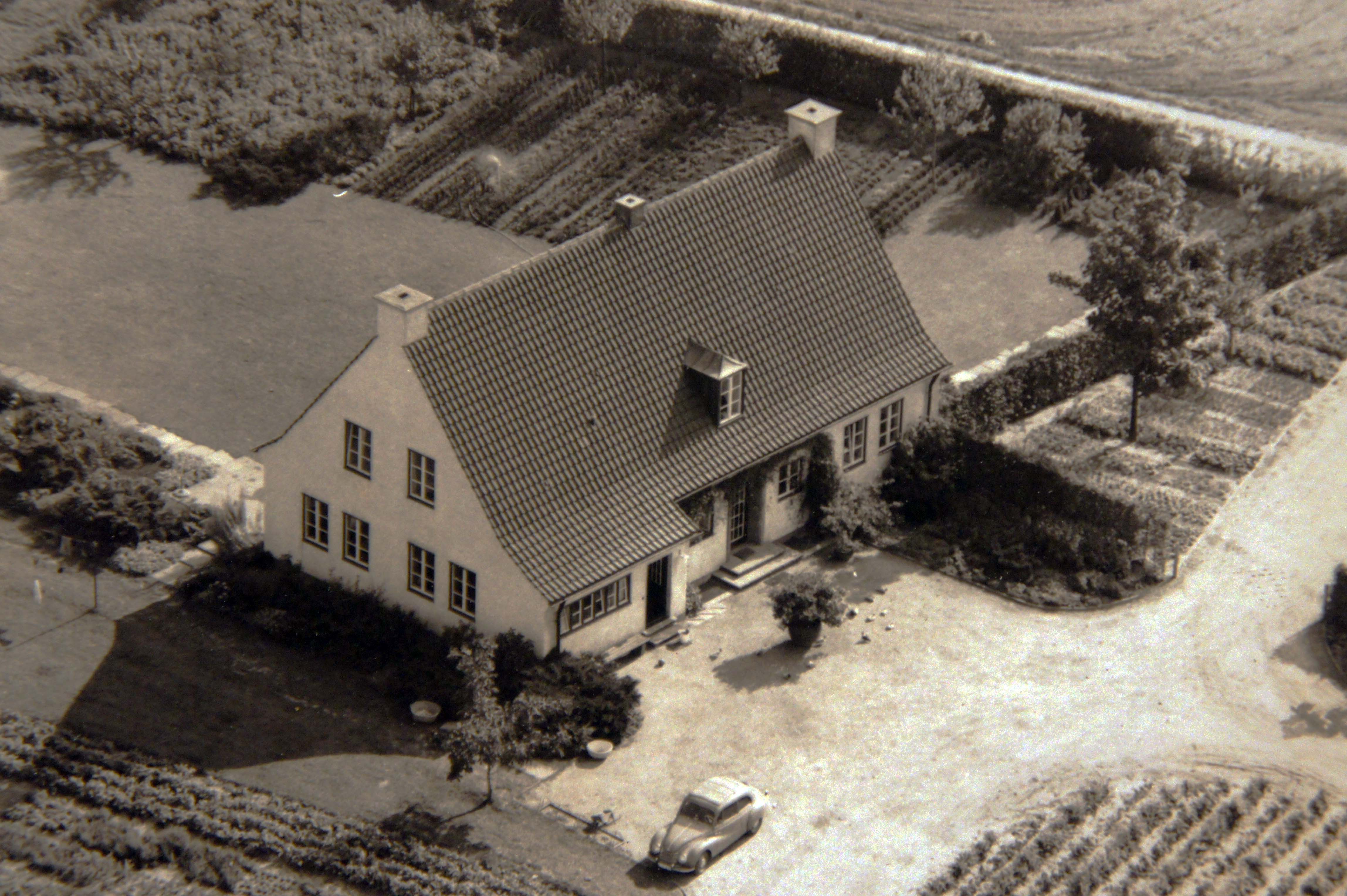
Gärtnerhof Schaub mit Gartenanlage und biologisch-dynamischem Gartenbaubetrieb um 1960

Friedrich Schaub wurde als Sohn des Kanitzer Stadtschreibers Karl Schaub und seiner Frau Friederike Müller aus Wien geboren. Er wuchs zweisprachig mit deutschsprachigen Eltern in einem tschechisch geprägten Lebens- und Freundeskreis auf. Nach dem Besuch der Kanitzer Volksschule studierte Schaub Garten- und Landschaftsbau auf der Höheren Obst- und Gartenbauschule in Schloss Eisgrub in Südmähren, die er 1929 mit der Matura abschloss.
Nach seinem Militärdienst wurde er 1938 von Alwin Seifert zum Landschaftsanwalt für die Reichsautobahn Wien–Breslau berufen und war bis 1942 in Zusammenarbeit mit Alwin Seifert, Hermann Mattern und dem Bauingenieur Hans Lorenz für die  Planung und Gestaltung der Autobahn tätig.
Diese nur teilweise gebaute Autobahnstrecke setzte aufgrund ihrer späten, ausgereiften Planungskonzepte durch die von Alwin Seifert geforderten landschaftsverträglichen Kurvenführungen anhand von Klothoidenberechnungen und Landschaftsbildern in vielen Bereichen des Autobahnbaus Maßstäbe, die nach dem Krieg, besonders durch den Trassierungsspezialisten Hans Lorenz, in der frühen Bundesrepublik umgesetzt und veröffentlicht wurden.
Bemerkenswert ist auch Schaubs fortschrittliche Planung des Rasthofs Boskowitz (tsch. Boskovice) in Mähren, in der er zusammen mit dem Gartenarchitekten und Anthroposophen Max Karl Schwarz (1895–1963) aus Worpswede eines der ersten ökologischen und biologisch-dynamischen Rasthofkonzepte entwickelte. Schwarz gilt als bedeutender Pionier der biologisch-dynamischen Landwirtschaft. Der Rasthof Boskowitz war mit einem ökologischen Wirtschaftskreislauf, einer autonomen Rasthofsiedlung  geplant und umfasste einen Gärtnerhof mit Baumschule, einen Bauernhof mit Schweine- und Geflügelzucht, eine Molkerei, eine Wohnsiedlung, eine Kläranlage und Grünfutternutzung durch die Autobahngrünflächen. Die Ideen und Konzepte zu diesem Gärtnerhof hat Schaub dann erst nach dem Krieg auf seinem 2,9 Hektar großen Anwesen in Köln Rodenkirchen verwirklicht.
Von seiner ersten Stadtwohnung aus, die er im zerbombten Köln als Flüchtling besetzte, baute er sich für seine wachsende Familie den neuen Gärtnerhof mit Gartenbaubetrieb, Baumschule und Landschaftsarchitekturbüro auf und war bald einer der bedeutendsten Gartenarchitekten des Kölner Wiederaufbaus.
Friedrich Schaub gestaltete zahlreiche Gärten, Villengärten und Gartenanlagen in Rodenkirchen, Köln und dem Rheinland, u. a. für die Familie Mülhens (4711) und die Bundesgartenschau 1957 in Köln, zusammen mit den Gartenarchitekten Herta Hammerbacher, Hermann Mattern und dem Kölner Gartendirektor Kurt Schönbohm. Außerdem entwarf und gestaltete Schaub 1954 die Außenanlagen des unter Denkmalschutz stehenden Bundespostministeriums, des heutigen Bundesrechnungshofes in Bonn. Seine Spezialgebiete waren das Anlegen von gerundeten Natursteinterrassen und Mauern aus einem norddeutschen Steinbruch, Teiche, Schwimmbecken und Pergolen.
1939 heiratete Friedrich Schaub die Tochter des See- und Landschaftsmalers Poppe Folkerts, Hanna Folkerts (1919–2005). Aus der Ehe gingen acht Kinder hervor.
Der Gärtnerhof Schaub in Köln-Rodenkirchen ist das Erstlingswerk des jungen Architekten und späteren Hochschullehrer der Technischen Universität München Heiko Folkerts von 1953 bis 1954. Der Gärtnerhof zählt durch seine Entstehungsgeschichte, die Mitwirkung verschiedener Kunst-, Reform-, Architektur-, Natur- und Gartenbauströmungen und dessen einflussreichen Vertretern zu den frühen Beispielen der Ökologiebewegung und hatte maßgeblichen und richtungsweisenden Einfluss auf das ökologische Bauen in Deutschland. Er stellt neben den 100-Morgen-Höfen des bedeutenden DDR-Architekten Hermann Henselmann 1941–42 in Balzweiler/Balczewo im besetzten Reichsgau Wartheland wohl eines der wichtigsten Neubau-Gesamtkonzeptionen der Gärtnerhofidee in Deutschland dar. Der Einfluss auf die heutige biologisch-dynamische Landwirtschaft und die Landwirtschaftliche Produktionsgenossenschaften der DDR durch Henselmann ist   kaum erforscht.
Der Weilheimer Architekt Heiko Poppe Folkerts stellte 2012 mit dem Aufruf der  deutschen Architekturhistoriker wie Wolfgang Voigt vom Deutschen Architekturmuseum, Winfried Nerdinger, Hans-Georg Lippert, Hartmut Frank, Wolfgang Sonne, Roland Günter und Hiltrud Kier sowie der Unterstützung der Architekturprofessoren Christoph Mäckler, Friedrich Kurrent und Elisabeth Schmitthenner mit einer Forschungsarbeit zur Geschichte des Ökologischen Bauens einen Denkmalantrag. Nach der Ablehnung des ehemaligen Stadtkonservators Ulrich Krings, des Kölner Stadtkonservators Thomas Werner sowie der Landeskonservatorin Andrea Pufke wurde der Gärtnerhof 2014 nicht in die Denkmalliste des Rheinlandes eingetragen und daher 2015 zugunsten eines Beton-Neubaus des Kölner Architekten Ulrich Coersmeier  abgerissen.